# Karátson Gábor
Karátson Gábor (Budapest, 1935. május 21. – Budapest, 2015. július 23.) Kossuth, József Attila- és Munkácsy Mihály-díjas magyar író, műfordító, festő, filozófus, művészetpedagógus.

## Élete
Középiskolai tanulmányait követően, 1954-ben az ELTE magyar–német szakára vették fel, később a jogi karra irányították. Az 1956-os forradalom során részt vett a Magyar Egyetemisták és Főiskolások Szövetségének megalakításában, s az ELTE forradalmi bizottságának tagjává választották. Miután a forradalom leverését követően illegális lapok terjesztésében segédkezett, 1957. március 12-én rövid időre őrizetbe vették, és júniusban letartóztatták. Izgatás vádjával hároméves börtönbüntetésre ítélték, de 1958 novemberében szabadlábra került. Minthogy egyetemi tanulmányait nem folytathatta, előbb fizikai munkás, a Nemzeti Színház statisztája, majd a Corvina Könyvkiadó korrektora, 1974-től szerkesztője lett. A rendszerváltást követően a Miskolci Egyetemen, a Janus Pannonius Tudományegyetemen az ELTE-n és a Magyar Képzőművészeti Egyetemen adott elő keleti filozófiát.
1968 óta a nyilvánosság előtt is szerepelt tempera- és olajfestményeivel, akvarelljeivel, több művészeti és filozófiai írás szerzője, 1995-ben a Magyar Festők Társaságának egyik alapító tagja és elnöke. Az 1980-as évektől környezetvédelmi aktivistaként a Duna-kör tagja.
A Védegylet tagja volt, 2008-ban kilépett.
Felesége Granasztói Szilvia bábművész, művészetpedagógus volt, fiaik Dávid (1964) és János (1966).

## Művei (válogatás)

### Írások
- Miért fest az ember? (1970)
- A festés mestersége (1971)
- Így élt Leonardo da Vinci (1973)
- A gyermek Altdorfer (1982)
- Ulrik úr keleti utazása avagy A zsidó menyasszony; Európa Alapítvány, Budapest, 1992 (2000 könyvek)[5]
- Világvége után; Cserépfalvi, Budapest, 1993 (Kontextus könyvek)
- Ötvenhatos regény (2005)
- A csodálatos kenyérszaporítás; Kortárs, Budapest, 2014

### Fordítások
- Johannes Itten: A színek művészete (1978)
- Paul Klee: Pedagógiai vázlatkönyv (1980)
- Lao-ce: Tao te king (1990)
- Változások Könyve (2003)

### Esszék
- Hármaskép. Leonardo, Grünewald, Vajda Lajos; Magvető, Budapest, 1975
- Az Én, az visszafordul (é. n.)
- Az együgyű Isten; Filum, Budapest, 1997, 235 o. (A szerző 1967–1997 között megjelent írásai) ISBN 963-8347-28-7

### Illusztrációk
- Goethe Három mese (1976)
- Goethe: Faust (1980)
- Szent Lukács írása szerint való evangélium (2002)
- Szent János írása szerint való evangélium (2007)
- Illusztrációk Goethe Faustjához, 1976–1980. 2021. szeptember 9. – 2021. október 10., Szolnoki Művésztelep, Kert Galéria, 2021. november 13. – 2022. január 9., Művészetek Háza Veszprém, Dubniczay-palota, Várgaléria; szerk. Bellák Gábor; MANK, Szentendre, 2021 (Karátson archívum könyvek)

## Kiállítások (válogatás)[6]

### Egyéni
- 1968 • Fényes Adolf Terem, Budapest
- 1992 • Óbudai Társaskör Galéria, Budapest
- 1994 • Balatoni Múzeum, Keszthely
- 1997 • Budapest Galéria, Budapest
- 2000 • Bibliai akvarellek, Szinyei Szalon, Budapest
- 2004 • Új művek, Egry József Emlékmúzeum, Badacsony
- 2007 • Csepel Galéria Művészetek Háza, Budapest; Bibliai akvarellek, Parti Galéria, Pécs

### Csoportos
- 1997 • Szürenon emlékkiállítás, Vigadó Galéria, Budapest
- 2005 • Harminchárman : tízéves a Magyar Festők Társasága,[7] Hilton Budapest West End.
- 2006 • Kossuth-díj 2006 : Karátson Gábor festőművész és Solti Gizella kárpitművész kiállítása, Magyar Képzőművészek és Iparművészek kiállítóhelye – Andrássy úti Galéria, Budapest
- 2007 • Őszi Kulturális Fesztivál kamara tárlata – Zichy Mihály és Karátson Gábor kiállítása, Regionális Összművészeti Központ (REÖK), Szeged

## Kiállításmegnyitók
- 2006 • Magyar Képzőművészeti Egyetem aula, Budapest – Ji king kiállítás

## Díjai, elismerései
- A Magyar Köztársasági Érdemrend középkeresztje (1995)
- Nagy Imre-emlékplakett (1995)
- Munkácsy Mihály-díj (2003)[8]
- József Attila-díj (2005)[9]
- Kossuth-díj (2006)[10]
- Arany János-díj (2006)
- Prima díj (2014)

## Emlékezete
Az alkotó halála után özvegye, Granasztói Szilvia, állami és önkormányzati támogatással látogatható Lakásgyűjteményt alakított ki a művész egykori műteremlakásában. A Karátson Gábor Lakásgyűjtemény-Emlékhely 2017. december 12-én nyitotta meg kapuit Budapest V. kerületében, a Deák téren (Karátson Gábor Emlékszoba).
Az 1009/2020 (I.30.) kormányhatározat hívta életre a Karátson Gábor Archívum és Kutatóműhelyt Budapesten a Ferenciek terén.